# Pierre Hautin
Pour les articles homonymes, voir Hautin.
Pierre Hautin ou  Pierre Haultin, né à La Rochelle ou à Villaines-sous-Malicorne vers 1500 et mort à Paris ou à La Rochelle en 1580, est un graveur, imprimeur et fondeur français du XVIe siècle.

## Biographie
Installé à Paris comme graveur de caractère dès 1523, il est, en 1525, le premier à imaginer l'établissement des planches mobiles pour l'impression de la musique. Il invente alors des poinçons pour les notes et les filets.
En août 1546, en s'associant à l'imprimeur et graveur de musique Nicolas Du Chemin, il devient imprimeur-libraire. Il engage en décembre 1547 un apprenti pour lui apprendre la taille d'histoires sur bois et sur cuivre.
Beau-frère du fondeur Jean Le Sueur, avec qui il est associé entre octobre 1550 et août 1555, lors des guerres de religion, considéré « absent pour cause de religion », ses biens meubles sont vendus le 19 juillet 1562. Emprisonné au Châtelet, il fait appel le 25 juin 1567 d'une saisie de livres effectuée chez lui et est élargi. Le 20 octobre 1570, son stock religieux est de nouveau saisi.
Dans les années 1570, il est établi à La Rochelle où il publie en septembre 1571 le Jesus Christ Gure Jaunaren Testamentu Berria.